# Janko Česnik
Janko Česnik (* 24. května 1932, Pivka) je slovinský právník.

## Životopis
Česnik se narodil v San Pietro del Carso v Itálii. Obec se po druhé světové válce stala součástí Jugoslávie. Absolvoval Právnickou fakultu Univerzity v Lublani. V letech 1958 až 1965 působil jako předseda okresního soudu v Postojně. V letech 1965 až 1967 byl v Postojně prokurátorem. Později vykonával funkci předsedy zákonodárně-správní komise Skupščiny Socialistické republiky Slovinsko. V květnu 1982 se stal členem federální vlády jako svazový sekretář pro legislativu. Původně měl tuto funkci ve vládě zastávat zástupce Černé Hory, ale ta nebyla schopna pro funkci poskytnout vhodného kandidáta, a tak byl dočasně do funkce ustaven právě Česnik. V letech 1983 až 1991 zastával funkci soudce slovinského Ústavního soudu.